# Georgije Paleolog
Georgije Paleolog (grč. Γεώργιος Παλαιολόγος) bio je bizantski general, jedan od najistaknutijih vojnih zapovjednika i pristaša bizantskog cara Aleksija I. Komnena.
Bio je sin prvog poznatog člana obitelji Paleolog, strategosa teme Mezopotamije, Nikefora Paleologa. Georgijeva supruga Ana Duka bila je sestra carice Irene Duke, žene cara Aleksija I. te je Georgije tako bio carev šogor. Kao Aleksijev general i bliski prijatelj, Georgije je imao veliku ulogu u njegovim vojnim pohodima, osobito u bitci kod Drača i bitci kod Levouniona. Careva kći, princeza Ana Komnena, opisala je Georgija kao sposobnog i odanog čovjeka te je iskoristila njegovo znanje za opis očevih sudjelovanja u bitkama u svom djelu Aleksijadi.

## Obitelj
Georgije je imao mlađeg brata Nikolu, a oženio je Anu Duku te je s njom imao četvoricu sinova:
- Nikefor, predak grane obitelji koja je postala carska vladajuća dinastija
- Andronik Duka Paleolog
- Mihael, sebastos
- Aleksije, muž Ane Komnenodoukaine te još jedan predak carske dinastije Paleolog